# Catherine Zeta-Jones
Catherine Zeta-Jones, CBE, irsko-valižanska filmska, televizijska in gledališka igralka, * 25. september, 1969, Swansea, Wales, Združeno kraljestvo.
S kariero je Catherine Zeta-Jones pričela že v otroštvu, ko je začela igrati v gledališču. Potem, ko je zaigrala v mnogih britanskih in ameriških televizijskih filmih ter imela manjše vloge v raznih filmih, je prišla v ospredje z vlogami v Hollywoodskih filmih, kot sta akcijski film iz leta 1998, Zorro in kriminalni film iz leta 1999, Past. Leta 2000 je doživela preboj s filmom Preprodajalci, za katerega je bila prvič nominirana za zlati globus v kategoriji za »najboljšo stransko igralko - Film«.
Catherine Zeta-Jones je kasneje kot Velma Kelly zaigrala v filmski upodobitvi istoimenskega muzikala iz leta 2002, komercialno uspešnem filmu Chicago, za katerega je bila nagrajena z oskarjem, nagrado BAFTA ter nagrado Screen Actors Guild Award in bila nominirana za zlati globus v kategoriji za »najboljšo stransko igralko«. Kasneje je zaigrala v romantični komediji iz leta 2003, Loči me in zapelji, ter v kriminalni komediji iz leta 2004, Oceanovih 12. Leta 2005 je dobila glavno žensko vlogo v nadaljevanju filma iz leta 1998, Zorro. Nato je leta 2008 zaigrala v biografskem romantičnem trilerju Izziv smrti. Leta 2010 je prejela nagrado Tony v kategoriji za »najboljši nastop glavne igralke v muzikalu« za njeno upodobitev Desiree v muzikalu Mala nočna glasba.

## Zgodnje življenje in družina
Catherine Zeta-Jones se je rodila kot Catherine Zeta Jones v Swansei, Wales, Združeno kraljestvo, mami Patriciji (rojena Fair), irski šivilji in očetu Davidu Jamesu Jonesu, valižanskemu lastniku tovarne slaščic. Njena imena izvirajo iz imen njenih babic - njena babica po mamini strani je nosila ime Catherine Fair, njena babica po očetovi strani pa ime Zeta Jones. Danes uporablja ime »Catherine Zeta-Jones«, saj je sprejela napako, ki so jo zgodaj v njeni karieri večkrat naredili ameriški mediji.
Potem, ko so njeni starši v osemdesetih dobili 100.000 £ pri igranju binga, so se preselili St. Andrews Drive v Mayalsu, območju višjega srednjega sloja v Swansei. Catherine Zeta-Jones je kmalu zatem opustila šolanje na zasebni šoli Dumbarton House School, da bi uresničila svoje igralske ambicije. V času, ko je živela v Dumbartonu, ji je nekaj časa denar za malico kradel njen sošolec, Rob Brydon, danes za nagrado BAFTA nominiran igralec. Kasneje se je začela šolati na šoli The Arts Educational Schools v Chiswick, Zahodni London, pred tem pa je tri leta že delala v muzikalnem teatru.
Catherine Zeta-Jones ima dva brata, Davida in Lyndona. Bratranec njenega očeta je poročen s pevko Bonnie Tyler iz Neatha, Wales. Njen mlajši brat, Lyndon Jones, je osebni menedžer in producent podjetja Milkwood Films. Starši Catherine Zeta-Jones so se pred kratkim preselili v svojo 2 milijona $ vredno rezidenco v Mayalsu, 2 milji (3 kilometre) proti zahodu od zaliva v Swansei, dom pa jima je kupila njuna hči.

## Kariera

### Zgodnje delo (1986–1997)
Catherine Zeta-Jones je s svojo gledališko igralsko kariero pričela že v otroštvu. Pogosto je nastopala na prireditvah njene družine in prijateljev, bila pa je tudi članica lokalne plesne skupine, imenovane »Hazel Johnson School of Dance«, ki je vadila pred cerkvijo svetega Albana, Treboeth. Prvič je kot poklicna igralka zaigrala v gledališču Swansea Grand Theatre, ko je dobila glavno vlogo v muzikalu Annie. Pri štirinajstih jo je Mickey Dolenz izbral za igranje v filmu Tallulah Bugsy Malone. Leta 1986 je pri sedemnajstih dobila manjšo vlogo v zboru v gledališki igri The Pajama Game v gledališču Haymarket Theatre, Leicester poleg Paula Jonesa in Fione Hendley. Igro so začeli izvajati samo v Veliki Britaniji in leta 1987 je kot Peggy Sawyer zaigrala v gledališki igri 42nd Street v gledališču Theatre Royal, Drury Lane. Za glavno vlogo so jo izbrali šele, ko sta obe prejšnji igralki, ki bi morali igrati Peggy Sawyer, zboleli. Nato je leta 1989 odigrala vlogo Mae Jones v operi Kurta Weilla, Street Scene v nacionalni angleški operni hiši v teatru Coliseum Theatre v Londonu. Ko so opero nehali upodabljati, je odpotovala v Francijo, kjer je zaigrala v filmu francoskega režiserja Philippea de Broce, Les 1001 Nuits, svojem prvem filmu.
Zaradi njenih pevskih in plesnih sposobnosti so ji napovedovali obetavno prihodnost na glasbeni sceni, vendar si je pozornost javnosti in naklonjenost medijev pridobila šele, ko je kot Mariette zaigrala v uspešni britanski televizijski upodobitvi romanov H. E.-ja Batesa, The Darling Buds of May. Pred tem je razmišljala o glasbeni karieri in leta 1992 začela z delom svojega prvega glasbenega albuma, Jeff Wayne's Musical Version Of Spartacus, katerega glavni singl, »For All Time«, je izšel tistega leta. Pristal je na šestintridesetem mestu britanske glasbene lestvice najbolje prodajanih pesmi. Nato je izdala še single »In the Arms of Love«, »I Can't Help Myself« in duet z Davidom Essexom, ki je zasedel osemintrideseto mesto na lestvici UK Singles Chart leta 1994. Zaigrala je tudi v eni epizodi televizijskih serij The Young Indiana Jones Chronicles in Christopher Columbus: The Discovery.
Nadaljevala je z iskanjem moderatnega uspeha s številnimi televizijskimi projekti, vključno s televizijsko serijo The Return of the Native (1994), ki je temeljila na istoimenskem romanu ter zaigrala glavno vlogo, Katarino Veliko, v miniseriji Katarina Velika (1995). Pojavila se je tudi v komediji Splitting Heirs, v kateri so poleg nje zaigrali še Eric Idle, Rick Moranis in John Cleese. Leta 1996 je dobila vlogo zlobne Sale v akcijskem filmu Fantom, ki je temeljil na stripih Leeja Falka. V naslednjem letu je poleg Tima Curryja in Petra Gallagherja bzaigrala v CBS-jevi miniseriji Titanik.

### Uspešna kariera (1998–2003)
Steven Spielberg, ki je opazoval nastop Catherine Zeta-Jones v miniseriji Titanik, jo je priporočil Martinu Campbellu, režiserju filma Zorro. Catherine Zeta-Jones je nazadnje dobila glavno vlogo v filmu, kjer je zaigrala poleg sorojakov Anthonyja Hopkinsa in Antonia Banderasa. Za vlogo Elene se je naučila plesati, jahati in mečevati, začela pa je obiskovati tudi učne ure, pri katerih je odpravila svoj valižanski naglas. V oceni njenega nastopa je revija Variety komentirala: »Zeta-Jones te uroči s svojo ljubkostjo kot središče pozornosti vsakogar, pri čemer se preda pogosto zahtevni psihični vlogi z impresivno milino.« Za vlogo v filmu je bila nagrajena z nagrado Blockbuster Entertainment Award v kategoriji za »najljubšega ženskega novinca« in prejela nominaciji za dve nagradi; za nagrado Empire Award v kategoriji za »najboljšo britansko igralko«; in za nagrado Saturn Award v kategoriji za »najboljšo igralko«.
Leta 1999 je poleg Seana Conneryja zaigrala v filmu Past, poleg Liama Neesona in Lili Taylor pa v filmu The Haunting. V naslednjem letu je zaigrala v kritično priznanem filmu Preprodajalci poleg svojega kasnejšnjega moža Michaela Douglasa. Film Preprodajalci je s strani medijev prejel veliko pohval, kritiki iz revije Dallas Observer so, na primer, film označili za »izjemen dosežek filmske industrije, čudovito in brutalno delo«. Nastop Catherine Zeta-Jones ji je prislužil prvo nominacijo za zlati globus v kategoriji za »najboljšo stransko igralko - Film« in mnogo drugih nominacij ter veliko pozornost kritikov.
Leta 2001 je dobila glavno vlogo v romantični komediji Ameriška ljubljenca poleg Julie Roberts, Billyja Crystala in Johna Cusacka. Film je prejel negativne ocene s strani filmskih kritikov. V reviji Los Angeles Weekly so, na primer, napisali, da film »ni le banalen, temveč agresivno, arogantno banalen.« Kakorkoli že, zaslužil je veliko denarja, saj je imel več kot 138 milijonov $ dobička. V filmu je igrala lik filmske zvezde Gwen Harrison.
Leta 2002 je Catherine Zeta-Jones nadaljevala s svojo dinamiko in zaigrala smrtonostno Velma Kelly v filmski upodobitvi Broadwayskega muzikala Chicago. Njen nastop so kritiki sprejeli pozitivno; v reviji Seattle Post-Intelligencer so, na primer, napisali: »Zeta-Jonesova čudovito zaigra veličastno in nesramno boginjo salonov.« Tudi revija Slate je pohvalila njen nastop, zraven pa so dodali, da »ima skrivno samozavest, zaradi katere ne moreš nehati misliti nanjo - vedno - tekoči ples - in čeprav bi bila popolnoma v redu poklicna plesalka, z veličastnimi gibi in velikim dekoltejem«.
Film Chicago je prejel velik komercialen uspeh, po svetu pa je zaslužil več kot 306 milijonov $ ter prejel veliko pozornosti s strani javnosti. Leta 2003 je bila Catherine Zeta-Jones nagrajena z oskarjem v kategoriji za »najboljšo stransko igralko«, nagrado BAFTA v kategoriji za »najboljšo igralko v stranski vlogi« in dve nagradi Screen Actors Guild Awards, samostojno v kategoriji za »izstopajoči nastop ženske igralke v stranski vlogi« in kot članica igralske zasedbe filma Chicago, nagrado v kategoriji za »izstopajoči nastop igralske zasedbe v filmu«. Tistega leta je glas posodila Marini v animiranem filmu Sinbad: Legenda sedmih morij poleg Brada Pitta ter zaigrala v filmu z značilnim črnim humorjem, Loči me in zapelji, kjer je imela poleg Georgea Clooneyja vlogo serijske ločenke Marilyn Rexroth.

### 2004 - danes
Leta 2004 je zaigrala stevardeso Amelio Warren v filmu Terminal in Europolsko agentko Isabel Lahiri v filmu Oceanovih 12, nadaljevanje filma Oceanovih 11. Kot članica igralske zasedbe tega filma je bila nominirana za nagrado Broadcast Film Critics Association Award v kategoriji za »najboljšo igralsko zasedbo«. Leta 2005 je ponovno upodobila vlogo Elene v nadaljevanju filma Zorro, Legenda o Zorru. Film je prejel negativne oziroma mešane ocene, kakorkoli že, kritiki pa so pohvalili nastopa Antonia Bandere in Catherine Zeta-Jones. Film Legenda o Zorru je po svetu zaslužil več kot 142 milijonov $.
Leta 2007 je poleg Aarona Eckharta in Abigail Breslin v ameriški romantični komediji/drami Ljubezenski recept, priredbi nemškega filma Mostly Martha, za katero je bila nominirana za nagrado People's Choice Award. Film je v glavnem prejemal mešane do povprečne ocene, vendar je užival velik komercialni uspeh in zaslužil več kot 92 milijonov $ po vsem svetu. Claudia Puig iz revije USA Today je napisala, da Catherine Zeta-Jones »žari kot lik, ki končno najde ravnovesje med odlaganjem reči in razumevanjem pritožb.«
Leta 2008 je poleg Guyja Pearcea in Saoirse Ronan zaigrala v filmu Izziv smrti, biografiji legendarnega eskapologista Harryja Houdinija na vrhuncu njegove kariere v dvajsetih letih prejšnjega stoletja. Film je večina kritikov pohvalila; revija View London je, na primer, napisala: »Zeta-Jonesova je govorila z impresivnim Edinburghškim naglasom in za spremembo jo je enkratno videti v zgodovinski vlogi.« Leta 2009 je Catherine Zeta-Jones zaigrala v romantični komediji The Rebound, v kateri je igrala štiridesetletno mater dveh otrok, ki se zaljubi v mlajšega moškega (upodobil ga je Justin Bartha). Film je v kinematografih v mnogih državah izšel leta 2009, v Združenih državah Amerike pa šele 25. decembra leta 2010.
V avgustu 2010 je oznanila, da se bo ponovno pričela ukvarjati z glasbo in bo prvič zaigrala na Broadwayju, in sicer ob Angeli Lansbury v novi upodobitvi gledališke igre Mala nočna glasba, ki so jo začeli izvajati decembra leta 2009. Za svoj nastop v tem filmu je bila Catherine Zeta-Jones nagrajena z nagradami Outer Critics Circle Award, Drama Desk Award in Tony Award v kategoriji za »najboljšo glavno igralko v muzikalu«.
Poleg igranja se Catherine Zeta-Jones ukvarja tudi z oglaševanjem, trenutno pa je govornica za priznano kozmetično podjetje Elizabeth Arden. Pojavila se je v mnogih reklamah za telefonsko podjetje T-Mobile in v eni za avtomobilsko podjetje Alfa Romeo. Postala bo tudi govornica za nakit iz znamke Di Modolo. Catherine Zeta-Jones so na njen rojstni dan 2010 nadeli naziv poveljnice reda britanskega imperija (CBE).

## V medijih
Dawn French in Jennifer Saunders sta posneli parodijo na Catherine Zeta-Jones kot omejeno slavno osebnost Catherine Spartak-Zeta-Douglas-Jones v seriji Back With a Vengeance, ki je vključena v njuno oddajo French & Saunders (Spartak je po vsej verjetnosti najslavnejši film, v katerem je igral njen tast). Catherine Spartak-Zeta-Douglas-Jones je bila prikazana kot oseba, ki nekaj časa govori z zelo opaznim valižanskim, nekaj časa pa z zelo opaznim ameriškim naglasom, ves čas pa uporablja fraze iz valižanskega jezika.
Parodijo Catherine Zeta-Jones so predvajali tudi na kanalu BBC, in sicer v oddaji The Impressions Show with Culshaw and Stephenson, kjer je Debra Stephenson brala Lepotico in zver ter pri tem menjavala valižanski in ameriški naglas. Catherine Zeta-Jones je omenjena v pesmi glasbene skupine Marina and the Diamonds, »Hollywood«, v kitici: »Oh my God, you look just like Shakira no, no, you're Catherine Zeta, actually my name's Marina« (»O moj Bog, izgledaš tako kot Shakira, ne, ne, ti si Catherine Zeta, pravzaprav mi je ime Marina«).
Catherine Zeta-Jones se je pojavila na naslovnicah mnogih revij, vključno z revijami Allure, Harper's Bazaar, W, Vanity Fair in Vogue. Revija People jo je leta 1998 uvrstila na njihovo lestvico »najlepših ljudi«, revija FHM ji je leta 2005 dodelila oseminšestdeseto mesto na njihovi lestvici »100 najprivlačnejših žensk na svetu«, leta 2006 pa je na isti lestvici dosegla dvainosemdeseto mesto. Zasedla je tudi petdeseto mesto na lestvici »100 najprivlačnejših privlačnih ljudi« revije VH1. Leta 2010 jo je spletna revija Peoplestar.co.uk Celebrity Magazine uvrstila na peto mesto njihove lestvice »10 najlepših žensk na svetu«.

## Zasebno življenje
Catherine Zeta-Jones je igralca Michaela Douglasa, s katerim imata rojstni dan na isti dan in je natanko petindvajset let starejši od nje, spoznala na filmskem festivalu Deauville Film Festival v Franciji avgusta 1998, potem, ko ju je predstavil Danny DeVito. Hoditi sta pričela marca 1999. Trdi, da ji je, ko sta se spoznala, dejal: »Rad bi bil oče tvojih otrok.« Zaročila sta se 31. decembra 1999, poročila pa sta se 18. novembra 2000 v hotelu Plaza v New Yorkju. Na poroki je pel tradicionalni valižanski zbor (Côr Cymraeg Rehoboth). Njen valižanski zlati poročni prstan je imel vgraviran keltski motiv, kupljen pa je bil v valižanskem mestu Aberystwyth. Imata dva otroka. Njun prvi sin, Dylan Michael Douglas (poimenovan po pevcu Dylanu Thomasu), se je rodil 8. avgusta 2000, nosečnost Catherine Zeta-Jones pa je bila vključena v film Preprodajalci. Njuna hči, Carys Zeta Douglas, se je rodila 20. aprila 2003. Družina trenutno živi v New Yorkju.
Leta 2004 sta se Catherine Zeta-Jones in Michael Douglas odločila pravno ukrepati zoper zasledovalko Dawnette Knight, ki je bila obtožena, da je paru pošiljala nasilna pisma, ki so vsebovala grafične grožnje, s čimer je bilo ogroženo njeno življenje. V pričanju je Catherine Zeta-Jones povedala, da se je, ko je grožnje prebrala, tako tresla, da se je bala, da bo doživela živčni zlom. Dawnette Knight je trdila, da je zaljubljena v Michaela Douglasa in priznala vse obtožbe na sodišču. Sodišče se je s primerom ukvarjalo od oktobra 2003 do maja 2004, Dawnette Knight pa je bila nazadnje obsojena na triletno zaporno kazen.

## Filmografija
| Leto | Naslov                              | Vloga                      | Opombe |
| ---- | ----------------------------------- | -------------------------- | --- |
| 1990 | Les 1001 nuits                      | Šeherezada                 | Slovensko: 1001 noč |
| 1992 | Christopher Columbus: The Discovery | Beatriz                    | |
| 1993 | Splitting Heirs                     | Kitty                      | |
| 1994 | The Cinder Path                     | Victoria Chapman           | |
| 1994 | The Return of the Native            | Eustacia Vye               | |
| 1995 | Katarina Velika                     | Catherine II               | |
| 1995 | Blue Juice                          | Chloe                      | |
| 1996 | Fantom                              | Sala                       | |
| 1998 | Zorro                               | Eléna (De La Vega) Montero | Blockbuster Entertainment Award za najljubšega ženskega novinca Nominirana — Empire Award za najboljšo britansko igralko Nominirana — Saturn Award za najljubšo igralko |
| 1999 | Past                                | Virginia Baker             | Blockbuster Entertainment Award za najljubšo igralko - Akcija European Film Award za najboljšo igralko |
| 1999 | Hiša strahov                        | Theo                       | Nominirana — Blockbuster Entertainment Award za najljubšo igralko - Grozljivka |
| 2000 | Zvestoba do groba                   | Charlie Nicholson          | |
| 2000 | Preprodajalci                       | Helena Ayala               | Screen Actors Guild Award za izstopajoči nastop igralske zasedbe v filmu Nominirana — Blockbuster Entertainment Award za najljubšo igralko - Drama Nominirana — Chicago Film Critics Association Award za najboljšo stransko igralko Nominirana — Empire Award za najboljšo britansko igralko Nominirana — Zlati globus za najboljšo stransko igralko - Film |
| 2001 | Ameriška ljubljenca                 | Gwen Harrison              | |
| 2002 | Chicago                             | Velma Kelly                | Academy Award za najboljšo stransko igralko BAFTA Award za najboljšo igralko v stranski vlogi Broadcast Film Critics Association Award za najboljšo igralsko zasedbo Broadcast Film Critics Association Award za najboljšo stransko igralko Evening Standard British Film Award za najboljšo igralko Phoenix Film Critics Society Award za najboljšo stransko igralko Screen Actors Guild Award za izstopajoči nastop igralske zasedbe v filmu Screen Actors Guild Award za izstopajoči nastop ženske igralke v stranski vlogi Nominirana — Zlati globus za najboljšo igralko - Film ali komedija Nominirana — Online Film Critics Society Award za najboljšo stransko igralko Nominirana — Phoenix Film Critics Society Award za najboljšo igralsko zasedbo |
| 2003 | Sinbad: Legend sedmih morij         | Marina                     | Glasovna vloga |
| 2003 | Loči me in zapelji                  | Marylin Rexroth            | |
| 2004 | Terminal                            | Amelia Warren              | |
| 2004 | Oceanovih 12                        | Isabel Lahiri              | Nominirana — Broadcast Film Critics Association Award za najboljšo igralsko zasedbo |
| 2005 | Legenda o Zorru                     | Elena de la Vega Murrieta  | Nominirana — People's Choice Award za najljubšo žensko akcijsko zvezdnico |
| 2007 | Ljubezenski recept                  | Kate Armstrong             | |
| 2008 | Izziv smrti                         | Mary McGarvie              | |
| 2009 | The Rebound                         | Sandy                      | |